# Eugène Predom
 (janvier 2024).
Si vous disposez d'ouvrages ou d'articles de référence ou si vous connaissez des sites web de qualité traitant du thème abordé ici, merci de compléter l'article en donnant les références utiles à sa vérifiabilité et en les liant à la section « Notes et références ».
 (avril 2025).
Eugène Predom, né le 4 juin 1915 à Bruxelles et mort fusillé par l'occupant le 13 janvier 1943 au Fort de Breendonk, est un résistant politique, lieutenant des Partisans armés, membre du Parti communiste de Belgique.
Peintre en bâtiment mais aussi militant communiste, notamment à l'USAF (Union socialiste anti-fasciste), collaborateur à La Voix du Peuple, journal communiste, avec Jean Blume et à l'OBLA (Office belge de littérature antifasciste) avec Fernand Jacquemotte, il organise les activités politiques de la Jeunesse communiste à Bruxelles et particulièrement à Anderlecht où il réside avec sa compagne Lucienne Bertiaux, qui milite avec lui, et leur fils Jean-Louis né en décembre 1938. À cette époque, la Jeunesse communiste coopère avec la Jeune Garde socialiste (POB) au sein de la Jeune Garde socialiste unifiée, une coopération qui s'éteint avec la conclusion du Pacte germano-soviétique.

## Seconde Guerre mondiale, Résistance et exécution

### Résistance
Lorsque débute la Seconde Guerre mondiale et que l’occupation allemande commence en Belgique, en 1940, il est d'abord mobilisé puis quitte le pays en direction du midi de la France, où il se retrouve à Toulon. À son retour en Belgique, il entre en résistance en commençant par organiser les jeunes communistes qu'il connaît, particulièrement à Anderlecht. L'essentiel de leur activité consiste en la distribution de tracts et de journaux de la presse clandestine. Ils peignent également des slogans sur les façades de collabos notoires. Ils organisent aussi des actions de soutien aux israélites, nombreux à Anderlecht, notamment pour les convaincre de ne pas se présenter à la Kommandantur, et en leur fournissant de vrais-faux papiers grâce à des employés de la Commune d'Anderlecht. Ils soutiennent les chômeurs et les jeunes appelés au travail obligatoire en Allemagne. Eugène Predom rejoint les Partisans armés, avec notamment Jean Blume et Charra Teff (dite Lily) ainsi que Camille Lejeune.

### Arrestation

#### Action de la police et du Parquet
L'arrestation d'Eugène Predom est sans doute due à l'arrestation auparavant, sur dénonciation à la police communale d'Anderlecht le 13 octobre 1942, d'un jeune militant de 15 ans qui distribuait des tracts. L'affaire aurait pu en rester là sauf pour la présence au sein de ce corps de police d'un commissaire-adjoint, Jan Stappaerts, favorable à l'Ordre nouveau. 
Le jeune mis sous pression au commissariat de Cureghem par Stappaerts révèle l'identité de certains des camarades de son groupe, dont leur chef Eugène Predom. Stappaerts saisit le Parquet afin de déclencher une enquête sur le groupe et son chef. Vu qu'il s'agit d'actes de résistance, le Parquet dessaisit la police communale au profit de la police judiciaire, réputée pour son manque d'excès de zèle en la matière, ce qui pourrait éviter aux prévenus d'être livrés à l'occupant. 
Dans l'incertitude administrative, la Militärverwaltung de l'Occupant a donné en octobre 1942 des instructions quant aux attentats.  Le secrétaire-général du ministère de la Justice Gaston Schuind estime que la justice belge doit se charger des attentats à motivation politique visant des Belges, et prendre des mesures. 
Le procureur du roi Lucien Van Beirs décide donc de faire arrêter Eugène Predom le 4 novembre 1942, là où il se cachait; son mandat d'arrêt est signé du juge d'instruction Jacques Mechelynck-Masson. Il est amené menotté de là au domicile familial, au 216 de la rue Bara à Anderlecht. L'appartement est perquisitionné par le commissaire de la PJ Liévin Libert; on y trouve des stencils et des tracts que le groupe distribuait; à la cave, on trouve la Roneo utilisée pour produire le matériel. Bien que n'étant plus chargé de l'enquête, Stappaerts participe à la perquisition, et la police prétend trouver de la poudre, ce qui est formellement contesté par Lucienne Bertiaux. 

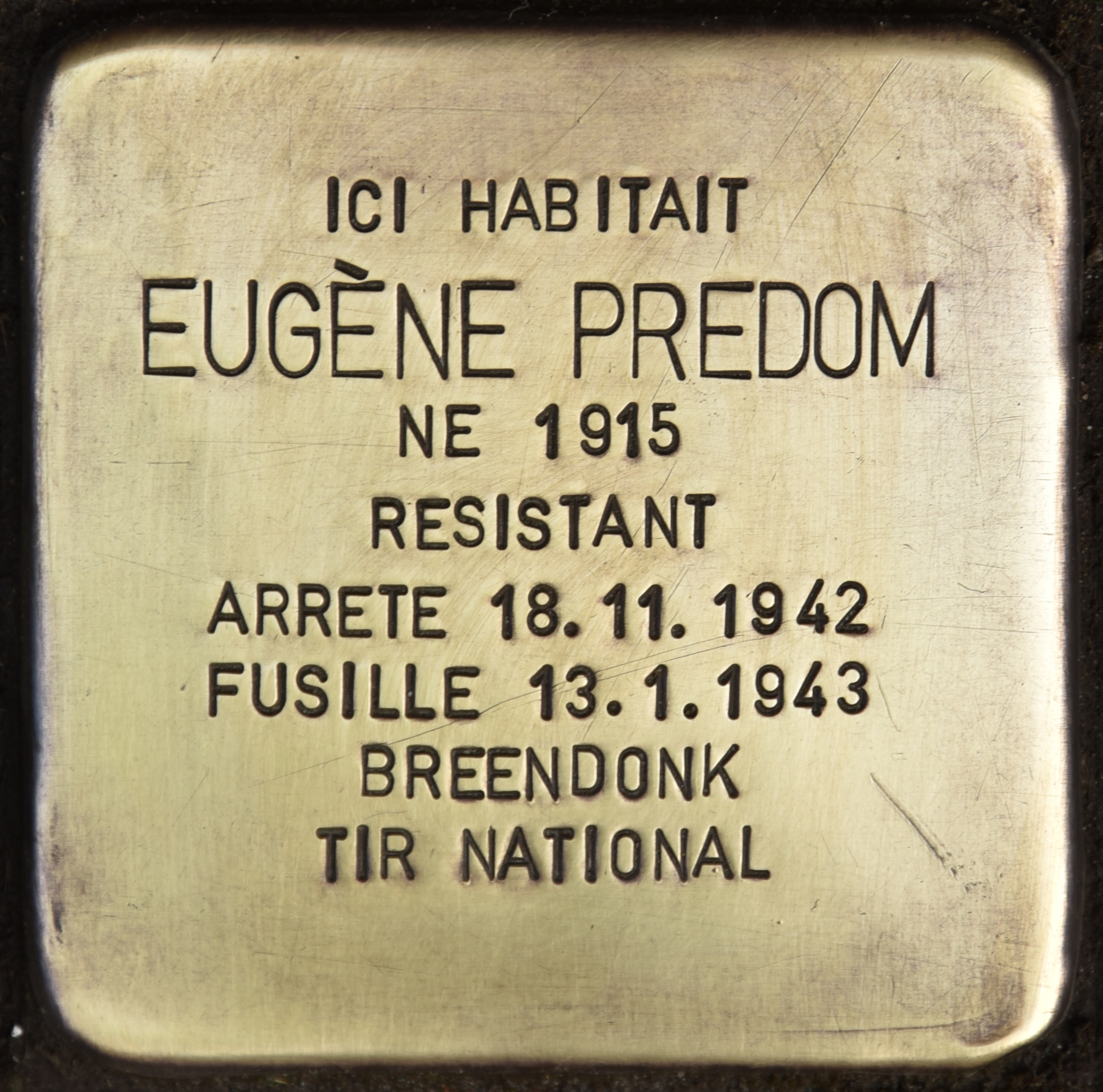
Pavé de la mémoire

#### Prison de Forest
Alors que les jeunes du groupe d'Anderlecht sont remis en liberté, Eugène Predom et Lucienne Bertiaux sont incarcérés à la prison de Forest, contrôlée par les autorités belges. L'avocat socialiste Mallinger est appelé pour les défendre. Dans des circonstances non-élucidées, l'Oberfeldkommandantur est mise au courant de l'affaire. On ne sait qui de la police judiciaire ou, plus probablement, de la police communale l'a alertée.

#### Prison de Saint-Gilles
Le 19 novembre 1942, à l'insu du procureur Van Beirs, les Allemands transfèrent Eugène Predom et Lucienne Bertiaux à la prison de Saint-Gilles, contrôlée par l'Occupant. Dès le 21 novembre, le procureur informe le procureur général Collard du risque mortel que court Predom à la suite de ce transfert, contraire aux accords d'octobre. Collard se tourne alors, à plusieurs reprises, vers le secrétaire-général Schuind, ancien magistrat catholique, qui écrit enfin à l'Occupant, mais en omettant de mentionner l'affaire Predom. 
Lucienne Bertiaux est libérée de la prison de Saint-Gilles le 19 août 1943. Son compagnon Eugène Predom n'a pas cette chance. 

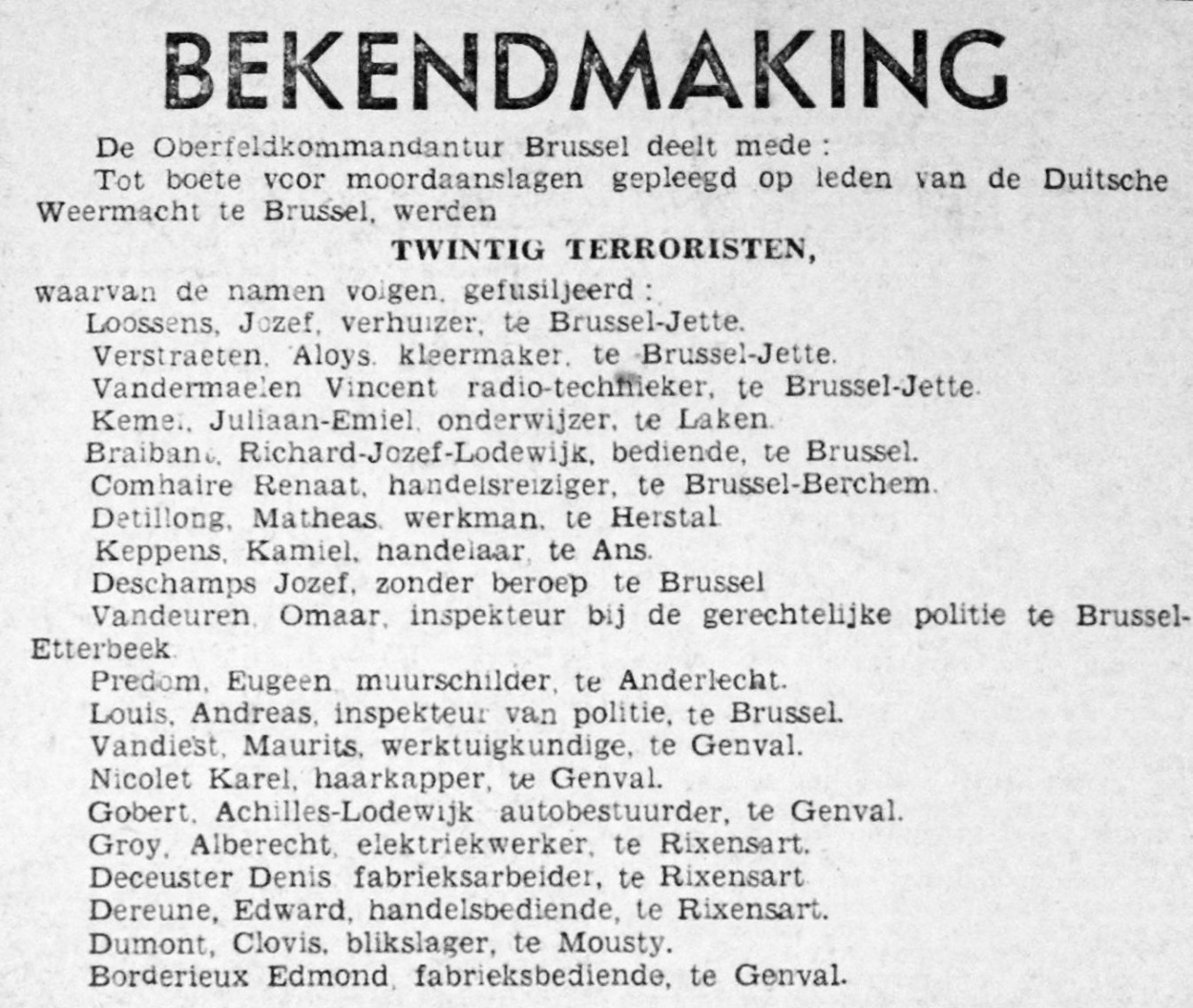
Het laatste nieuws, 15-01-1943

#### Fort de Breendonk
En guise de représailles pour des opérations menées contre lui, l'Occupant a l'habitude d'exécuter des otages qu'il détient, particulièrement des militants communistes, souvent désignés comme tels par les autorités locales. 
Eugène Predom est transféré au Fort de Breendonk le 10 janvier 1943. Cinq jours plus tard, l'Occupant signale par voie de presse qu'il a été fusillé le 13 janvier parmi vingt "terroristes" en représailles pour des "tentatives d'assassinat de membres de la Wehrmacht". 

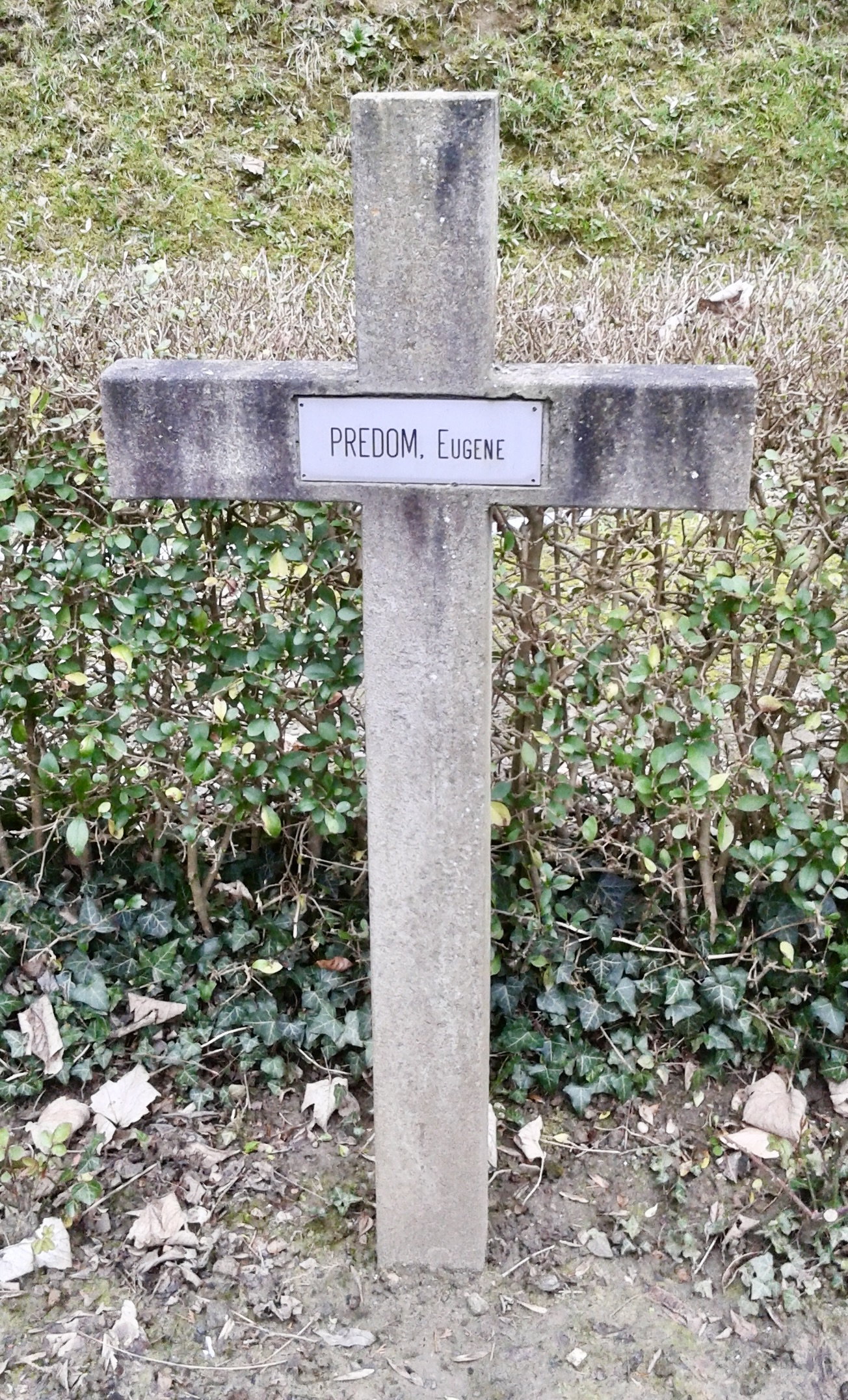
Tombe d'Eugène Predom dans l'Enclos des fusillés

Après la guerre, avant l'inhumation du corps d'Eugène Predom dans l'Enclos des fusillés au Tir national, il est autopsié. Il est constaté l'absence totale de balles dans son corps. En revanche, son crâne est fracassé comme par des coups de pied.

## Conséquences à la fin de la guerre

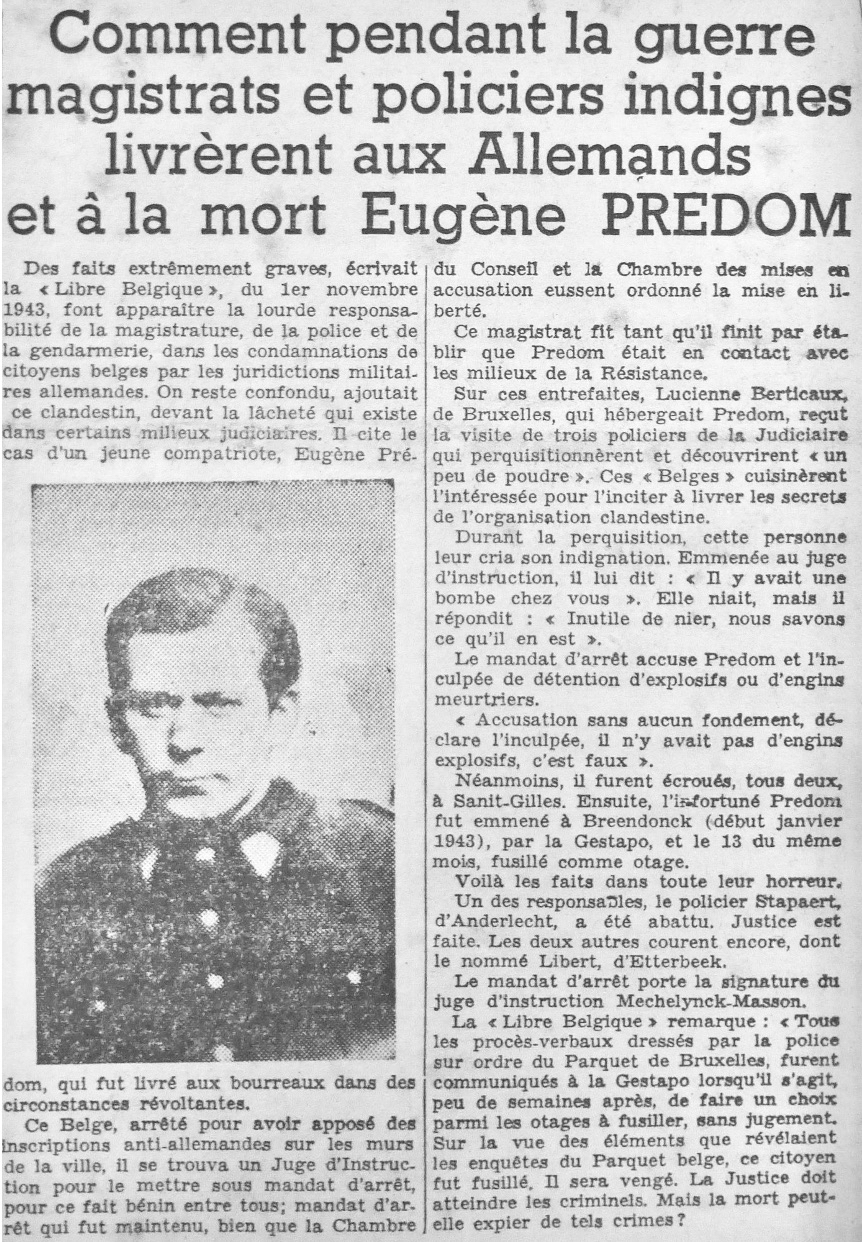
Le Drapeau Rouge 28-10-1944

### Conséquences directes
Le commissaire-adjoint Stappaerts de la police d'Anderlecht a un profil clair de collabo. Il est abattu par la résistance le 4 août 1944 alors qu'il circule à vélo. Le journal clandestin Le Policier titre : « Justice est faite ».
Après la Libération, l'auditorat militaire ouvre une instruction contre Schuind. L'ancien secrétaire-général estime qu'il a su préserver la magistrature des ingérences allemandes. Il considère les actes de violence commis par des groupes de résistants communistes sous l'Occupation comme une forme de terrorisme qu'il  fallait donc combattre avec fermeté. Le conseil de guerre voit les choses différemment et condamne Schuind à une peine de cinq ans de prison pour collaboration politique. 
Le criminel de guerre allemand SS-Sturmbannführer du SD Philipp Schmitt, qui commandait le Fort de Breendonk lorsque Eugène Predom y fut exécuté et qui commanda aussi le camp de rassemblement de Malines (caserne Dossin de Saint-Georges), est exécuté le 8 août 1950 à Hoboken (Anvers). Il est la dernière personne et le seul criminel de guerre allemand à être exécuté en Belgique.

### Conséquences indirectes
Après la Libération, Lucienne Bertiaux porte plainte contre les magistrats et les agents de la police judiciaire impliqués dans l'affaire. L'auditorat général, responsable de la mise en jugement des collaborateurs, ouvre une instruction. L'affaire est complexe. Elle met en cause de nombreux magistrats et policiers, mais aussi la politique du moindre mal.  
En février 1947, après plus de deux ans, l'instruction se clôture. La justice belge considère qu'il n'y a pas lieu de poursuivre dans l'affaire Predom. Motif : pour prouver la délation, il faut démontrer qu'il y a eu intention de nuire, or rien ne prouve que les magistrats aient eu de mauvaises intentions, bien au contraire.